# Surbahar

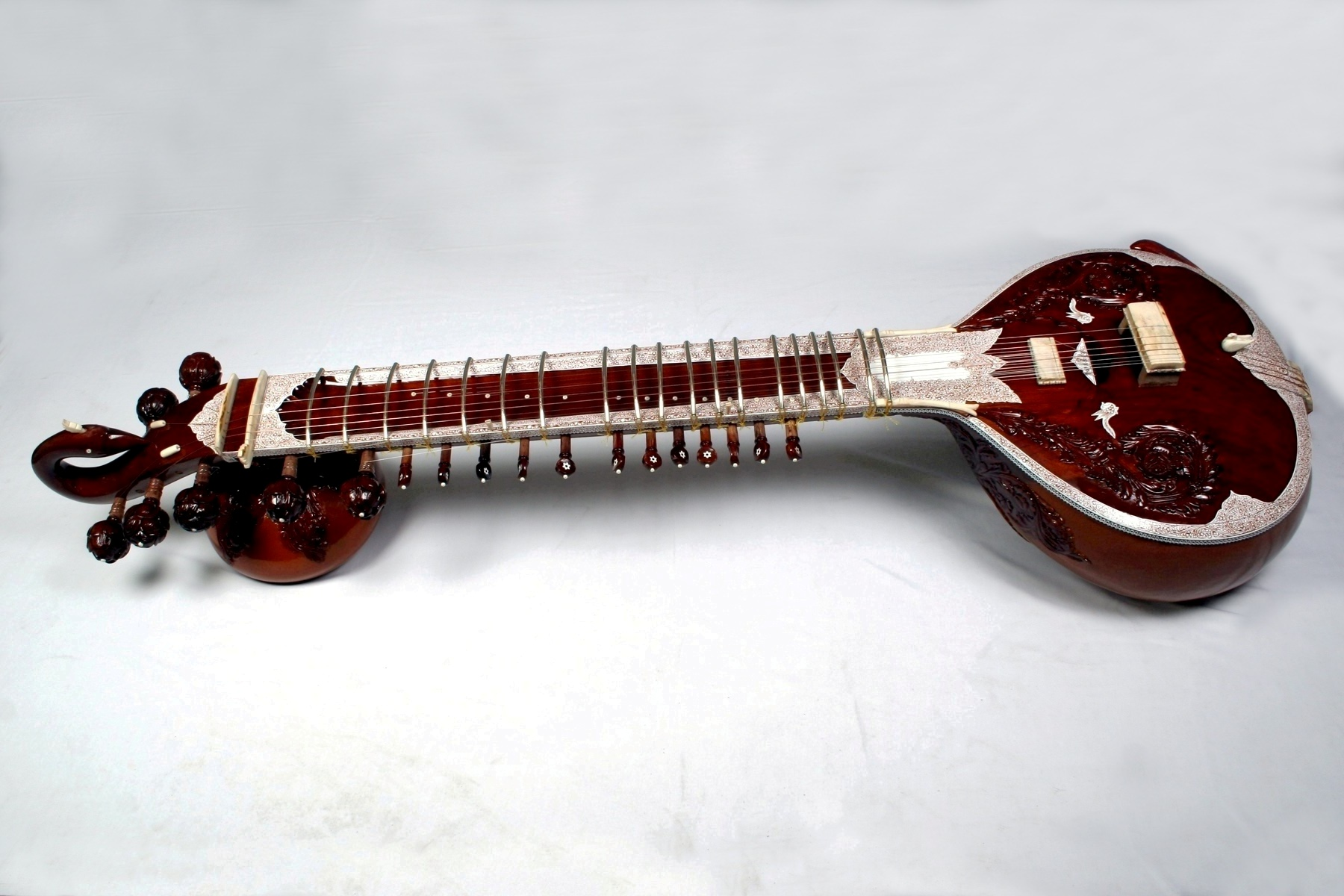
Surbahar

El surbahar es un instrumento de cuerda pulsada usado en música clásica de India. Está estrechamente relacionado con el sitar, pero tiene un rango de tonos más bajos. Dependiendo del tamaño del instrumento, es usualmente afinado de dos a cinco tonos abajo del sitar, pero no teniendo la música clásica de India el concepto de afinación absoluta, esto puedo variar. El instrumento puede emitir frecuencias más bajas que 20 Hz. 
El surbahar mide arriba de 130 cm. Usa una calabaza seca como resonador, y tiene un mástil de madera con trastes amplios, que permite un glissando de seis notas en el mismo traste. Posee 4 cuerdas rítmicas, 4 cuerdas principales, y de 15 a 17 cuerdas simpáticas. Hay dos puentes;  las cuerdas principales pasan sobre el puente grande y las simpáticas sobre el puente pequeño. El ejecutante toca las cuerdas usando un plectro metálico.